# Alocasia princeps
Alocasia princeps är en kallaväxtart som beskrevs av William Bull. Alocasia princeps ingår i släktet Alocasia och familjen kallaväxter. Inga underarter finns listade.